# Orange County (Virginia)
Orange County ist ein County im Bundesstaat Virginia der Vereinigten Staaten. Im Jahr 2020 hatte das County 36.254 Einwohner und eine Bevölkerungsdichte von 41 Einwohner pro Quadratkilometer. Der Verwaltungssitz (County Seat) ist Orange.

## Geographie
Orange County liegt im mittleren Norden von Virginia und hat eine Fläche von 889 Quadratkilometern, wovon vier Quadratkilometer Wasserfläche sind. Es grenzt im Uhrzeigersinn an folgende Countys: Culpeper County, Spotsylvania County, Louisa County, Albemarle County, Greene County und Madison County.

## Geschichte
Gebildet wurde es 1734 aus Teilen des Spotsylvania County. Benannt wurde es nach Prinz Wilhelm IV. von Oranien. Im Amerikanischen Bürgerkrieg fand hier die Schlacht in der Wilderness vom 5. und 6. Mai 1864 statt.
Präsident James Madison wuchs im Orange County auf und verbrachte hier seinen Lebensabend. Präsident Zachary Taylor wurde hier geboren. Ferner stammte der Filmschauspieler und Filmproduzent Randolph Scott aus dem Orange County.

## Demografische Daten

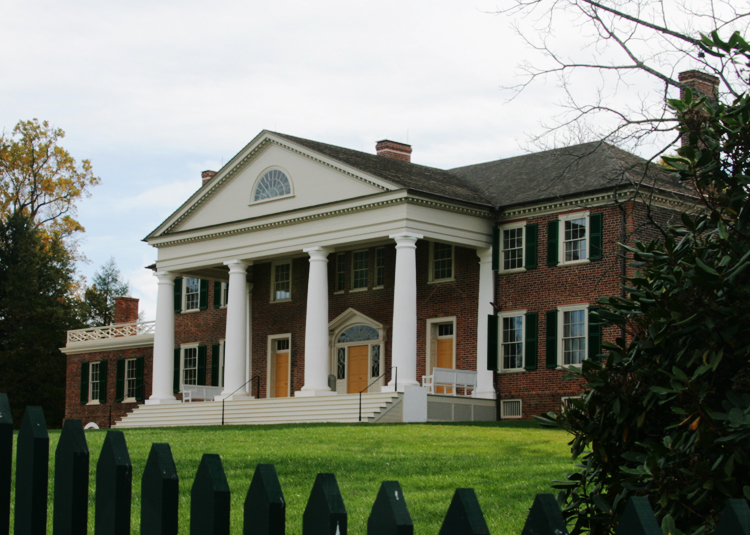
Montpelier, das Anwesen von James Madison, dem 4. Präsidenten der Vereinigten Staaten

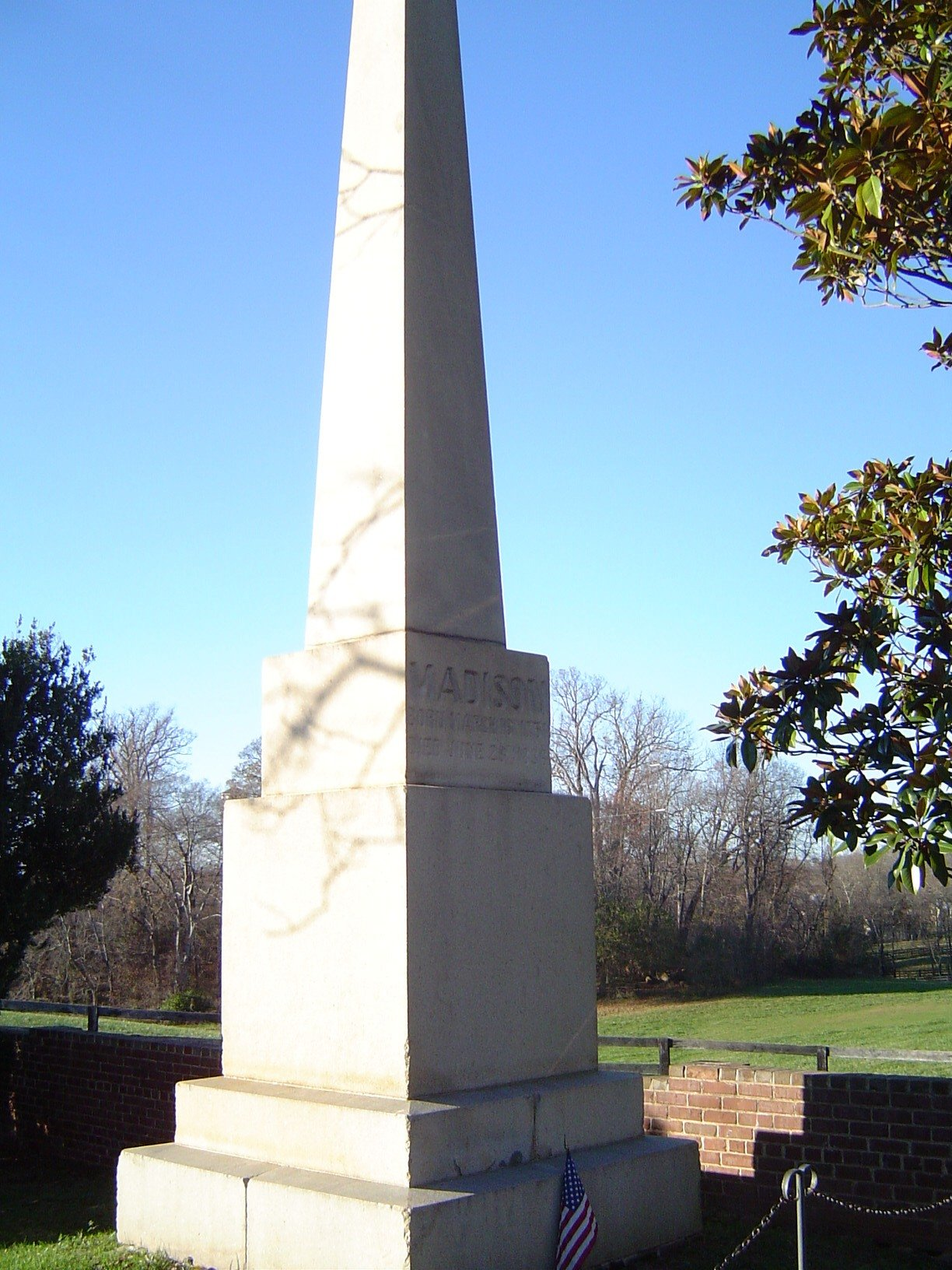
Madison Monument

Alterspyramide des Orange County

Nach der Volkszählung im Jahr 2000 lebten im Orange County 25.881 Menschen in 10.150 Haushalten und 7.470 Familien. Die Bevölkerungsdichte betrug 29 Einwohner pro Quadratkilometer. Ethnisch betrachtet setzte sich die Bevölkerung zusammen aus 84,36 Prozent Weißen, 13,78 Prozent Afroamerikanern, 0,20 Prozent amerikanischen Ureinwohnern, 0,34 Prozent Asiaten, 0,02 Prozent Bewohnern aus dem pazifischen Inselraum und 0,39 Prozent aus anderen ethnischen Gruppen; 0,90 Prozent stammten von zwei oder mehr Ethnien ab. 1,28 Prozent der Bevölkerung waren spanischer oder lateinamerikanischer Abstammung.
Von den 10.150 Haushalten hatten 29,6 Prozent Kinder und Jugendliche unter 18 Jahre, die bei ihnen lebten. 58,7 Prozent waren verheiratete, zusammenlebende Paare, 10,7 Prozent waren allein erziehende Mütter, 26,4 Prozent waren keine Familien, 22,1 Prozent waren Singlehaushalte und in 10,1 Prozent lebten Menschen im Alter von 65 Jahren oder darüber. Die Durchschnittshaushaltsgröße betrug 2,50 und die durchschnittliche Familiengröße lag bei 2,90 Personen.
Auf das gesamte County bezogen setzte sich die Bevölkerung zusammen aus 23,0 Prozent Einwohnern unter 18 Jahren, 6,5 Prozent zwischen 18 und 24 Jahren, 27,8 Prozent zwischen 25 und 44 Jahren, 25,6 Prozent zwischen 45 und 64 Jahren und 17,2 Prozent waren 65 Jahre alt oder darüber. Das Durchschnittsalter betrug 40 Jahre. Auf 100 weibliche Personen kamen 93,8 männliche Personen. Auf 100 Frauen im Alter von 18 Jahren oder darüber kamen statistisch 91,7 Männer.
Das jährliche Durchschnittseinkommen eines Haushalts betrug 42.889 USD, das Durchschnittseinkommen der Familien betrug 48.197 USD. Männer hatten ein Durchschnittseinkommen von 31.982 USD, Frauen 24.209 USD. Das Prokopfeinkommen betrug 21.107 USD. 7,1 Prozent der Familien und 9,2 Prozent der Bevölkerung lebten unterhalb der Armutsgrenze. Davon waren 11,6 Prozent Kinder oder Jugendliche unter 18 Jahre und 10,8 Prozent waren Menschen über 65 Jahre.